# Dadadahalli, Krishnarajpet
Dadadahalli là một làng thuộc tehsil Krishnarajpet, huyện Mandya, bang Karnataka, Ấn Độ.